# Estadio Ryavallen
El Ryavallen es un estadio multiproposito, pero principalmente dedicado a la práctica del fútbol, situado en la ciudad de Borås, en el condado de Västergötland al centro-poniente de Suecia. Sirvió de sede habitual al IF Elfsborg hasta la construcción del nuevo estadio de la ciudad, el Borås Arena. Su dirección es Ålgårdsvägen 32, 506 30 Borås.

## Copa del Mundo 1958
Durante la VI edición de la Copa Mundial de Fútbol se realizaron únicamente dos partidos de la primera fase.
| Fecha       | Fase         | Equipo          |                               | Resultado |                    | Equipo  | Espectadores   |
| ----------- | ------------ | --------------- | ----------------------------- | --------- | ------------------ | ------- | -------------- |
| 11 de junio | Primera fase | Unión Soviética | Bandera de la Unión Soviética | 2 - 0     | Bandera de Austria | Austria | 22 000 Reporte |
| 15 de junio | Primera fase | Inglaterra      | Bandera de Inglaterra         | 2 - 2     | Bandera de Austria | Austria | 16 800 Reporte |

- Datos: Q2093297
- Multimedia: Ryavallen / Q2093297